# Hirano Naoki
Naoki Hirano (sinh ngày 2 tháng 11 năm 1965) là một cầu thủ bóng đá người Nhật Bản.

## Sự nghiệp câu lạc bộ
Naoki Hirano đã từng chơi cho Gamba Osaka.